# Енентарзі
Енентарзі — правитель (енсі) шумерської держави Лагаш, правив приблизно у 2334-2328 роках до н. е..
Наступник на посаді і, ймовірно, син Дуду, верховного жерця-санга бога Нінгірсу . За яких обставин Енентарзі став енсі невідомо.
Зайнявши престол, він не лише залишився верховним жерцем Нінгірсу, а й оголосив себе жерцем ще кількох поважних богів. Храмових служителів, які не хотіли коритися його волі, він усував з посад. А майно храмів привласнював собі, призначаючи керувати ним своїх слуг. Жадібність правителя вражала — він поступово захопив дві третини земель, що належали храмам, зокрема святилищам Нінгірсу, його дружини богині Баби і їхніх дітей — богів Ігаліма і Шульшагана, а також, можливо, і землями богині Гатумдуг. Таким чином, у фактичній власності правителя та його сім'ї виявилося більше половини всієї землі Лагаша.
Енентарзі також збільшив податки і обклав поборами не лише храми й пересічних робітників. Казали, що не було жодного ремесла чи заняття, до представників якого правитель не приставив наглядача й здирника. Гроші брали навіть за поховання. Щоб розплатитися із скарбницею, люди залізали в борги, а щоб розрахуватися по них іноді продавали у рабство власних дітей. Все викликало невдоволення різних верств населення, що вилилося в повстання при його наступнику Лугальанді.
Правив 6 років.